# ナツノクモ
ナツノクモは、篠房六郎による日本の漫画作品。架空のオンラインゲームを舞台に、“カウンセリング目的のゲーム内コミュニティ「精神動物園」”を中心にした物語。現実世界での殺人事件により有名になってしまった「動物園」とその住人達、それに群がる一般プレイヤーたちの好奇心・悪意・善意、そして「動物園」を守るために雇われた「廃人プレイヤーキラー」による交流と事態の推移が描かれる。

## 概要
物語の中心がカウンセリングを目的としたコミュニティということで、主人公を含め多くの人物が心の傷を抱えており、それを彼等自身がどのように受容していくのかがテーマの1つ。
大半が戦闘だった前作の『空談師』より、コミュニケーションの比重が増している。その一方で現実世界の具体的な描写は前作と同様に極力避けることで、読者によるプレイヤー像の想像の余地を広く残している。そのプレイヤー像と、ゲームキャラクターとしての立ち振る舞いのギャップを楽しむ、といった多層的な読み方も可能にしている。また劇中では、作者お得意のギャグシーンやパロディ的描写の占める割合も増えている。
作者はこの作品において萌えを強化することを宣言しており、精神動物園の住人も幼女から老女までと、そのほとんどが女性である。

## あらすじ

### セキ編
主人公は中年と思しき男。娘や妻と別居して、酒とオンラインゲームに耽溺している。ゲームの中でのキャラクター名は「コイル」。彼はこのゲームにおける格闘戦の達人であり、ゲーム内で現実世界の精神科医である隼川教授のカウンセリングを受けるかたわら、隼川教授の依頼に応じてある仕事を請け負っていた。

### 動物園編
関係者による現実での殺人事件のため、世間の注目を浴びてしまい内外のプレイヤーによって荒らされ、今もなお狙われている小さなコミュニティ。そのコミュニティが設置されたサーバは約3週間後の8月31日に契約が解除され、消えることが決まっている。それまでの間、このコミュニティを守るためにトルク（コイル）は雇われる。
- 開放型ボード・タランテラに設置された、セラピー用のコミュニティ精神動物園。偵察のため外に出たガウルは、連れ戻しに来たミカオとともに外部のプレイヤー達に捕らえられてしまい、トルクが救出に向かう。
- 違法改造された無敵の外装「カバキ」が現れ、ガウル達を幽閉する。トルクは1人でカバキへ戦いを挑む。
- トルク以外にも動物園の警護に当たる者はいたが、それは盗賊まがいの傭兵団だった。さほど頼れる存在でもなく、かといって敵に回せば動物園の位置を暴露されかねない。傭兵団と動物園住人との間につのる不和を解消するために、3回勝負の決闘が行なわれることになった。しかし3回戦時に突如、1人の招かれざる人物が現れる。
- 最大規模の魔術ギルド・ホグウィッシュが護衛のフィンドール騎士団を従えてタランテラに現れた。ボードの平穏を守るという大義を掲げ、動物園を殲滅するのが目的。大魔導士の手で森が次々と焼かれていく。これに対抗すべく動物園側はある計画を実行する。
- 初めて動物園側から積極的に撃って出る「囮（デコイ）作戦」が立案された。森の1つを動物園の本拠地であるかのように偽装し、敵を誘い込んで一気に抹殺するというもの。しかしその敵を率いる鉄仮面は、一部の動物園メンバーに馴染みの深い人物だった。
- かろうじて敵を撃退するものの、動物園の外ではこれまでの規模を遥かに超える討伐軍が着々と組織されていた。つかの間の休息の中、トルクの家族のこと、そしてかつて動物園を襲った悲劇の内幕が語られる。

## 設定
『空談師』シリーズおよび、『ナツノクモ』に共通の要素として「リネン」という架空の会社が作ったオンラインゲームが登場する。ただし、これらが全て同一のゲーム、同一のバージョンとは限らない。
- 形式：3DMMORPG。アクション性が高く、白兵戦においては操作者の技量次第で精緻な回避や攻撃の相殺を可能とし、たいがいの攻撃をノーダメージで切り抜けられる模様。
- 名称：ゲームの固有名称について明確な言及はない。「ボードゲーム」と呼ばれる事もあるが、下記のボードに由来する一般名称の可能性が高い。
- ボード：ゲームの舞台となる仮想空間。多くの場合サーバと同義。リネンが運営する公式ボードの他にリネンと契約したGMが管理する私設ボードが存在する。私設ボードには個人管理・会員制の閉鎖型ボードと開放型ボードがあり、後者は外部から自由に接続できるオープンサーバの事だと思われる。個人ボードのチェックとランク付けをリネンのGMが行なっている
- インタフェース：プレイヤーのリアクションからは全感覚没入型バーチャルリアリティを想像させるが、作中の描写ではフルフェイスのヘッドマウントディスプレイとデータグローブのみ。ディスプレイにはマイクとスピーカーが内蔵されている。ダメージを受けたときや触覚の表現として、指先と首筋に刺激が与えられる。
- 感情表現：表情への追従はコマンド式とは考えにくく、これもハードウェアで表情を読み取っている可能性がある。『ナツノクモ』では瞳から殺気のようなものを感じ取ることもできた。鼻血や涙を流す場合さえあり、漫画的表現と言ってしまえばそれまでだが、実際にゲーム中で行なわれているとすれば相当高度な検出と判断が行なわれていることになる。
- 規制：短編『空談師』では血糊などは数秒で消える設定となっており、規制で揉めている。また「ゲーム中では規制のため、殺人はできても強姦は無理」というような台詞も語られている。
- PC：プレイヤーのこと。一人のPCは複数の外装（後述）を切り替えて使うことができる。
- 外装：ゲームの中で使用するプレイヤーキャラクターを指す用語、およびその外見上のデザイン。『ナツノクモ』では、動物園の住人の外装を高名なデザイナーが担当するなど、外観についてはカスタマイズの自由度が高い。『空談師』では、違法改造された外装がダメージを受けるとその部位が欠損し、場所によっては「本物の内臓からスキャンした海外製」という触れ込みの、写実的にテクスチャマッピングされた内臓が飛び出すエフェクトを使用していた例もある。
- 体力：ヒットポイント制。0になると死亡し、死亡状態から蘇生スキルを使用せずにその場で復活すると能力値が25%減少する。違法改造された外装では最大で9999。
- 切断と消滅：外装が生きている状態で通信を切断すると、外装はボードからログアウトする。外装が死亡状態のまま切断すると、2分後に外装のデータが全て消滅（ロスト）し、その場合は一切復旧できない。この条件以外でも、カバキなどの違法プレイヤーがつかったウィルスで外装のデータが変質させられた場合、ロストする可能性がある。
- 拷問：上記のように、死亡状態からはステータス低下と引き換えに何度でも復活できる。従って消滅させるためには攻撃を続けて、復活するそばから死亡させ、復活する気力を相手プレイヤーから奪う必要がある。この行為を「拷問」と呼ぶ。
- 隠れ能力：外装には生まれ持った特殊能力がある。ただし一度でも死亡して復活すると、その時点で隠れ能力は失われる。
- スキル：作品中の描写からゲームシステムの中心はスキル制であることがうかがわれる。
- 泥棒行為：所有権の概念は薄いようで、死亡したり行動不能になった外装からは持ち物を自由に奪える。盗賊のスキルがあれば戦闘中の相手からも略奪が可能である。
- アイテム作成：生産に関しては外装同様自由度が高く、機能やデザインを高度にカスタマイズできる。
- ボックス：PCに与えられた個室のような空間。個々のPCの好みによって内部を様々にカスタマイズできる。入室するにはパスワードかボックスの持ち主の許可が必要。

## 用語
ナツノクモに登場する事柄・用語を解説する（50音順）。ゲーム自体のシステム・特徴については篠房六郎の「作品中のゲーム」の項目を参照のこと。
アーネフェルト盗賊団
アーネフェルト・カツトシ・サンチョの3人組で結成されている盗賊団。後にクランクによって計略の材料に利用される。
イグナイター
人型の使い魔。自爆能力を有する。名前は発火（ignite）する者、点火装置の意。点火してから爆発するまでの10秒間、頭上にカウンターが表示されるため、対人戦では役に立たない。リネンが配布したうち千体が初期不良でカウンター通りに爆発せず、投げ売りされている。体力が0になった時も爆発する。自身の爆発には耐性があるため、まとめておいても誘爆はしない。
ギカ
義理の家族（義家）と擬似家族（擬家）の意味。「育て直し」というロールプレイ療法の一環。ボランティアが親役、クライエントが子供役になって家族を演じるもの。

タランテラ
開放型ボード。ゴローがGM（ゲームマスター）として管理していたが、ゴローの逮捕とともに管理者不在となった。3週間後に閉鎖が決まっており、その時期にホスティングサーバの契約が切れるものと推測される。事件後、興味本位のプレイヤーが大量接続しているときにカバキが現れた。ボード全体が900個以上の半球状の森を単純な繰り返しで敷き詰めた地形に書き換えられ、プレイヤー数百人の外装すべてが地面に塗り込められた。
動物園
タランテラに設置されたセラピー用コミュニティ。正式には「精神動物園」だが、もっぱら動物園と呼ばれる。住人全員に動物を模した外装が与えられている。獣人というほどではなく、耳・角・尻尾・髪型・服装・小物などに動物のイメージを借用する程度。事件の報道直後に大量接続してきたプレイヤー達の攻撃で動物園は壊滅した。その後カバキによる地形変換で無数の森が作られたのを機に動物園が再建されたが、以前の住人の大半、とくにボランティアの親役のほとんどは戻っていない。トルクが動物園に到着した時点で、親役は4人（クロエ・イタカ・サブレ・ジージャ）、子役は34人。施設としての狭義の動物園は無数にある森のうちの1つに限定されるが、実質タランテラを利用しているのは動物園のグループだけらしい。事件が起きるまでは、他のプレイヤーからモンスターを預かって育てたり調教する仕事を請け負っており、文字通り動物園（もしくは農園）らしい風景だった。中の施設は複数の広場や保育園、個々のギカの家屋など。
フィンドール騎士団
大規模な戦士ギルドで、団員は制服代わりに独自の甲冑を身に付けている。ホグウィッシュの作戦に協力する。
ホグウィッシュ
魔術ギルドの最大組織。多数の大魔導士（高レベルの魔術師）を擁する。
傭兵団
ミツキが動物園へ連れ込んだならず者の一団。正式名称は「ティーパティ傭兵団」。元々は盗賊団。他人に迷惑をかける事に一切の躊躇がない。かつてハッターがリーダーを務めていたが、ミツキが力で彼等をねじ伏せてリーダーの座に収まった。傭兵団の名前だけでなくメンバーも不思議の国のアリスにちなんだ名前を名乗る者が多いが、そのためにミツキに狙われたのか、後からミツキに強制的に命名されたのかは不明。動物園の警護を名目に常駐しているが、本当の目的は動物園の謎を探り出すことで、そのためには暴力的手段も厭わない。彼等が赤頭巾のキャプチャ集団と内通し、ガウルとミカオを襲わせたものと目されている。
リネン
作中に登場するオンラインゲームを製造・販売および運営管理する（架空の）企業。

## 人物・キャラクター
ナツノクモに登場する人物を解説する（50音順）。ゲーム自体のシステム・特徴については篠房六郎の「作品中のゲーム」の項目を参照のこと。

### あ - か行
アーネフェルト
アーネフェルト盗賊団のボス。妙齢の女性の外装。魔法使いだが近接戦闘もある程度できる。カツトシの実姉でヤンキーの出身。本人としてはゲーム中でのキャラは「お嬢路線」でいくつもりらしいが、周囲からは全くそう見えない。盗賊団として大きなことを成して名を上げるのが夢。ガウルを手なずけ、「ポチ」と呼ぶ。性と愛に関してはいろいろなエピソードがあるらしい。口先と指先で相手を弄る達人。怪談が大の苦手。
赤頭巾
正式な名称は不明。プレイヤーの外装を強制的にキャプチャしてRMTで売り飛ばす集団のリーダー。文字通り赤頭巾の少女の外装だが、顔に派手な傷跡があり、口元が裂けている。手下の悪魔召喚士（デビルサモナー）達に多数のグレーターデーモンを召喚させトルクを襲わせるが、逆に全滅させられる。
イタカ
鷹を模した外装を持つ動物園の住人。弓の射撃と近接刺殺の名手。かつて独自の暗殺技術を持つ、伝説的なアサシンギルド「ヤマノ」に所属していた。子供嫌いを直すためという申告で動物園に参加した。短気ですぐに手が出る性格かつ、めったに他人に愛想や笑顔を見せないが、クランクに「あなたは実は子供と動物の好きな優しい人では？」と言われ動揺する描写がある。動物好き。
エンジン男
トルクの通称。
カイカイ
トナカイを模した外装を持つ動物園の住人。実際にはトナカイというよりクリスマスが外装のモチーフになっている。パラパラと一緒にメリノーの空回りっぷりを観察して、応援しつつも楽しんでいる。
ガウル
狼を模した外装を持つ動物園の住人。16歳。過去に性的虐待を祖父から受けたが、彼女の両親はその事実を信じることなく事故死した。リーゼの親友。短気で素直になれない問題児で、ガウルに手を焼いて放り出したギカも多い。またギカの親役がことごとくカバキに消滅させられ、周囲から不気味がられていることで、彼女はさらに一匹狼化していった。虫が苦手。
戦闘スタイルは格闘型だが、その戦闘力は底辺レベル。しかしコイル（トルク）の特訓を受け、戦闘力を上達させ自分に少し自信を持つ。また、その過程で彼を「師匠」と慕い始める。
カズ
セキの仲間の1人。目をマスクで覆った魔術師風の風貌。
カツトシ
アーネフェルト盗賊団の一員。細身で口髭をたくわえたキザ男の外装。真っ向勝負には不向きだが、剣先で敵の装備を解除・分解するスキルを持つ。アーネフェルトの実弟で、姉に虐待を受けていたらしく、姉の肉体的・精神的暴力に怯える。「ざます」の語尾をアーネフェルトに強要されているが、使い忘れていることが多い。ハヤブサを使い魔として使役する。このハヤブサは動物園で飼育してもらったもので、とくにイタカが面倒を見ていた。名前は「キョロちゃん」のはずだったがイタカに「三郎丸」と勝手に名付けられている。それ以降どちらの名前で呼ばれているのかは不明。
いわゆるおっぱい星人。片思いしていた女性に振られて極端に落ち込んでいたが、ジージャの巨乳を間近に見た途端、一気に復活した。そしてジージャに抱きつき殴り飛ばされた結果、自らの中に新しい悦びを発見する。
カバキ
正体不明のクラッカーに違法改造で作られた外装。赤ん坊の泣き声と共に現れ、姿も能力値も見えない。ウィルス攻撃と地形変換の能力を持つ。攻撃を受けると姿がおぼろげに見えるようになる。正面からは巨大な蜘蛛の形に見えるが、後ろ半分を見ると、臍帯でつながった胎児の形をしていることが分かる。カバキ出現以降、ガウルの親役のギカは全員カバキに消滅させられている。名前の由来は、リーゼからカバキコマチグモの話を聞いたガウルが作ったお話に出てくる、親を食べてしまう「ムシャムシャオバケ」のカバキ。
ギーコ
山羊を模した外装を持つ動物園の住人。白衣と眼鏡を着ける。控えめな性格。メリノーの友達。
キビシ
刀使いのニンジャマスター。装備は黒色系。クナイと行動を共にする。鉄仮面が率いる襲撃グループの1人。
クズノハ
狐を模した外装を持つ動物園の住人。コノハと行動を共にする。「けけけけ」などと奇声のみを発するため、意思の疎通は一方通行。
クナイ
隻眼のニンジャマスター。装備は白色系で山伏を思わせるデザイン。キビシと行動を共にする。鉄仮面が率いる襲撃グループの1人。
クランク
冷徹な皮肉屋の雰囲気を漂わせた眼鏡の青年の外装。他人の心理につけ込み利用する策略家で、ニヤケメガネとの渾名が付いている。機械としてのクランクは主にエンジンの部品として、往復運動を回転運動へ変換する働きをする。
虚構内のみならず現実に起こった事件の、ある意味元凶とも言える人物。
本名は倉池（くらいけ）。隼川教授のゼミに参加してカウンセリングを学んでいる。古くからの知り合いであるコイルに対して遠慮なく辛辣な言葉を浴びせ、結果コイルからは嫌われている。コイルを隼川教授に紹介したのもクランク。戦闘に参加することは滅多にないが、中を通った攻撃を攻撃者にそのまま跳ね返す環をつくる糸状の武器「次元環」を使う。イタカを相手にしたときはカウンター攻撃で撃退した。
グリフ
傭兵団の一員の投げナイフ使い。たびたび死ぬ役回りになってしまうPC。
クロエ
動物園の現園長。蜘蛛を模した外装で、糸を使った攻撃を得意とする。必要に応じて毒も使う。ジージャの次に巨乳（作者のコメントによる）。リーゼのギカ（母親役）。後にガウルのギカにもなる。
隼川教授のカウンセリングを受けたことで、自分も人を助ける側に立つことを志す。だがその結果、隼川教授のカウンセリンググループで他のメンバーの本名や住所を調べようとして、退会処分を受けた。その後、彼女は独自にオンライン・セラピーを開くが、様子をうかがいに来たクランクが見たものは、情熱だけが先走った稚拙な療法もどきであった。やがてこれにゴローが関わるようになり、動物園となる。かつては別の外装でリーゼと旅をしていた。ゲームの中でゴローと結婚式を挙げた。
コイル
トルクが普段使う外装。袖の破れたコートと無精髭が特徴。格闘で無類の強さを発揮する。
コノハ
狸を模した外装を持つ動物園の住人。忍者。クズノハと行動を共にする。眼鏡を外した状態のサンチョに助けられて以来、お頭と呼んでなついている。時代劇口調の持ち主。
コリデール
メリノーの使い魔。羊の角を持つ巨漢。攻撃されると主人のメリノーもダメージを受ける。パワーはあるが操作者がメリノーなので、ガウル以外の相手でまともに勝った例はない。ロケットパンチから某水陸両用兵器風の爪状武器、「荷電粒子サイコメーサー破動砲」まで様々な腕部オプションを使うが、役に立たない。変形もできる模様。
ゴロー
動物園の元園長。17歳。家族3人を殺した浦和の少年Aとして報道された。ほかに動物園関係者4人の自殺を幇助した疑いが持たれている。本名は畑（はたけ）。
もともとゲーム内では、レアアイテムやアングラファイルのコレクションを自慢したり、傲慢な振る舞いをするなど、他のPCから鼻つまみ者扱いされていた問題人物であった。偶然にも、隼川教授のもとを離れたクロエを助けたことによって、彼女の活動に興味を持ち、ボードを提供して動物園を開く。

### さ - た行
サブレ
鳩を模した外装を持つ動物園の住人。対人恐怖症で広場恐怖症。移動時には巨大な鳩時計状の箱に入って移動することも。イタカを先輩と慕う。ゲームに関しては意外と物知り。動物園と傭兵団との決闘時には格闘漫画風な「解説役」もつとめた。パチンコ（おそらく豆鉄砲からの連想）を使い、相手と直接対峙せずに、弾丸を障害物に反射させて目標に命中させる。
サンチョ
アーネフェルト盗賊団の一員。丸い小男の外装。アイテムを奪うスキルや地面に潜むスキルを使う、オーソドックスな盗賊。カツトシとは盗賊団結成以前からの長い付き合い。「がんす」の語尾をアーネフェルトに強要されている。盗賊団の仲間中ではゲームにおいてベテランらしく知識が豊富。音痴。外見を偽装するアイテムの眼鏡を外すと美形長身の好男子の正体を現す。そちらがPC本来の姿だが、当人の美意識によれば偽装した姿こそが、あるべき「イケメン」の姿であるという。
ジージャ
牛を模した外装を持つ動物園の住人。本名は水坂。おおらかな性格。動物園一番の巨乳持ちの外装だが、本人はあまりそれを意識していない。また普段はぶりっ子な態度をとっているが、気持ちが高ぶると東北弁が出たり凶暴化することもある。クランクに惚れ込んでいる。パワー型の戦闘スタイルを持ち、主な技は頭突きとハリケーンミキ（後半読めず）。またそれと縁のある必殺技も使える模様。
摂食障害の持ち主で、食べては吐き戻す自分を反芻する牛になぞらえ、その外装を選んだ。当初は子役であったが、クランクの手助けにより自信を付けて親役を志望した。
シーマ
シマウマを模した外装を持つ動物園の住人。1つの事に熱中し出すと、加減が効かなくなる。
シゲトミ
違法改造とBOT使いで鳴らした集団のリーダー。メンバーの1人であるラギリの裏切りで傭兵団の襲撃に遭い、レアアイテムを多数強奪される。
ジン
セキの仲間の剣士。
セキ
コイルに師事する格闘家プレイヤー。17歳。誰彼構わずPKしていたところをコイルに叩きのめされ、それ以来コイルを付け狙ううち、いつのまにか師弟関係になっていた。コイルはセキに殺されることをむしろ願っている節がある。またセキも、自分が暴力を振るってしまった実父の姿をコイルに投影していたことが暗示されている。トルクに消滅させられた後、現実世界で実父と和解することができた。
ソウジ
槍使いで、それなりの熟練PC。左目に、詠唱行動無しに炎撃（ファイアストライク）の呪文を発動できるレアアイテム「灼眼」を装備している。ホグウィッシュとフィンドールの同士討ち事件の後に、それぞれ両者に所属していた2人の友人達と連絡が取れなくなり、その事への無念さなどから、犯人とされる動物園と盗賊団を調査していた。やがて、なぶり殺しの相手を探していたミツキから「戦ってくれたら動物園のことを教えてあげる」と戦闘をもちかけられるが、勝負もつかない内に、当のミツキが勝手にログアウトして逃げてしまう。次にガウルとクロエに出会い、彼女達が動物園関係者と分かると攻撃を仕掛けた。
ソウタ
ソウジの兄でお調子者。消滅させられたソウジの仇討ちとして、初心者にも関わらずトモ達とともにゲームに参戦。偶然クロエに出会ったばかりに、カバキの手で消滅させられる。
タギマ
赤頭巾が率いるキャプチャ集団の拷問担当。赤頭巾の猟師に掛けている。トルクに匹敵する巨躯で、得物はノコギリ状の大鉈。さらに悪魔と合体して巨大化できる。
ダンプティ
傭兵団の一員。重装備の剣士。最終奥義・破軍滅砕波を使う。イタカとの決闘後、彼女に惚れてしまう。
鉄仮面
骸骨を戯画化したような鉄仮面を被っているセクシーな衣装の女性。愛称は「鉄ちゃん」「鉄の姉さん」。その豪放な人柄でわずか数日のうちに取り巻きを増やし、動物園襲撃の先頭に立つ。その正体はアーネフェルトであり、「アーネフェルト盗賊団」として成り上がりに失敗した事から素性を隠しての再起を図っている。プレイヤー自身の技能に由来するオリジナルの必殺技「ゴールデンフィンガー」（インターフェイスを介して相手プレイヤーの感覚に刺激を与える特殊な裏技）を使う。
トモ
セキやソウジたちの友人。少女の外装の剣士。セキに対して何かと世話を焼き、好意的感情の婉曲表現とも取れる言動をとる。セキやソウジの消滅後に、仇討ちとしてソウタたちとパーティを組み、動物園のメンバーを探し回る。やがて遭遇したクロエによって、彼女以外のパーティメンバーは全員カバキにより消滅させられた。
トランプ
傭兵団の一員。決闘の際に審判として登場。
トルク
コイルが使うもう1つの外装。一般にはエンジン男として知られており、ネトゲ廃人プレイヤーばかりを狙う謎の存在として都市伝説化されている。トルクに外装を消滅させられたプレイヤーはそのまま音信不通になり、二度とゲームに戻ってこない事から、死んだり病院送りになったものと噂されている。エンジンを模した機械的な体で、上半身が大きすぎて異様なバランスになっている。右腕が欠損している。
基本的な戦闘スタイルは素手の殴り合いだが、カバキ戦では接触によるウィルス感染で左腕を失い、代わりに弾体射出装置を取り付けた。体力が半分以上残っている時は攻撃力・防御力・速度とも並以下だが、体力だけは高い。体力が半分以上減少すると隠れ能力の「根性（ガッツ）」の効果で全ての能力値が上昇し、体力が減るほど能力値の上昇幅も大きくなる。この事はタギマ戦で端的に示され、一撃目ではトルクにダメージが与えられたのに対し、能力上昇後の二撃目では、まだ無傷だったタギマを一撃で倒している。本ゲームにおいては「隠れ能力は一度でも死ぬと失われる」というルールがある事を示して、そのような危うい戦闘スタイルを長く続けていながら、トルクはまだ一度も（プレイ上で）死んだ事がない、戦闘に関して恐ろしく腕の立つプレイヤーである事をサンチョが指摘している。
また、残り体力が一桁にまで減少すると「エンジン」が発動する。このとき周囲に開けた場所と、生贄のプレイヤー（または死体）が必要。発動するとトルクの周囲の流血が吸収され、まず地面に巨大な魔法陣（召喚陣）が形成される。次に召喚陣から異形のモンスターが多数出現して魔法陣を覆うようにドームを形成し、中にいるPCは食い殺される。そしてその犠牲者の血をエンジン男が体内に吸い込み、欠損していた右腕が生成される。大柄な本体に輪を掛けて不釣合いなほど大きく長い腕はドラゴンの首を模したような外観であり、右腕先端から超大規模の砲撃（「『囮』作戦」の際、この一撃で森を焼き払っている）が、また腕全体から無数に展開する射出口から全方位へ無差別爆撃が確認されている。その後右腕は分解・消滅するが、これがトルク自身の意思で出来るのか、時間制限によるのか、または攻撃を行うとその後自動的になるのかは不明。リネンに個人的なコネを持つバンブロジアが問い合わせをしたとき、トルクに関してはリネンからの返答が無かった。トルクの能力は違法改造ではなく、公式の裏技である可能性をサンチョが指摘している。
現実ではリネン社閑職の中年男性で、「伝堂（でんどう）」という名で呼ばれている。東京在住。幼い一人娘のくるみは事故で鳥取の病院に入院しており、妻も鳥取の実家にいる。娘の事故に関してコイルに直接的な責任はないものの、強い自責の念を負い、酒とオンラインゲームに逃避している。部下の過労死に伴う裁判でリネン社に不利な証言をしたため閑職に追いやられた。隼川教授のカウンセリングを定期的に受けている。

### な - は行
ノーキン
大柄なパワー型のプレイヤー。ネイティブアメリカン風の外装を持つ。鉄仮面が率いる襲撃グループの1人で、鉄仮面に惚れ込んでいる。ダンプティと自称「愛のために戦う戦士」同士で戦う。
ハーニィ
ホグウィッシュに所属する大魔導士の少女。勝気で負けず嫌いな性格。リポタと行動を共にする。外装自体はプレーヤーの実兄から譲られた上級者向けの仕様だが、使用する本人は初心者なため魔法攻撃がなかなか命中しない。
ハッター
傭兵団の元リーダー。帽子を被った暗器使い。職業は死霊使い（ネクロマンサー）。中国風の衣装を着た細面の東洋系男性の外装。主に使う「爆砕符」は呪符の端に鏢が付いた投擲武器。命中と同時に爆発し、即死効果も併せ持つ。他に、多節棍も用いる。
バビコ
シカを模した動物園の住人。作中ではセリフもほとんど無く、鹿せんべいを食べていたりする程度。
ハフウィッド
フィンドール騎士団の団長。リポタの保護者で、長髪ヒゲ面の豪放磊落な武人。
隼川教授
読みは「はやかわ」。精神科医。白衣を着た初老の紳士の外装。オンラインゲームの古参プレイヤーで、オンラインの中での治療行為を研究している。個人的なカウンセリングを受け付けたり、自助グループであるワークショップの手助けをしている。この活動についてはリネンから研究費を受け取っている。ネトゲ廃人プレイヤーの社会復帰プログラムとして、彼等の外装を「戻し屋」を使って消滅させることで強制的にゲームから引き離す手法を取り、すでに十数件成功している。
パラパラ
インパラを模した外装を持つ動物園の住人。カイカイと仲が良い様子。
バンブロジア
魔術ギルド・ホグウィッシュの最高責任者。上品な老婦人の外装。世間のゲームへのバッシングの原因がタランテラにあると考え、森を焼き尽くす作戦を立案・実行する。
ホーヤ
クランクの知人で、彼とは「趣味」も何かと合う人物。ゲーム内の情報に通じる。

### ま - 行
ミーたち
子猫を模した外装を持つ動物園の住人。性格はそれぞれ、元気（三毛）・クール（シャム）・少女趣味（白）・泣き虫（縞）と個性豊かな4人組。よくモーリィに追い回されている。途中から、ニャンちゅうのように一人称を「ミー」、語尾に「ニャ」をつけてしゃべるようになった。
ミカオ
ガウルのギカ（親役）。狼を模した老婆の外装で、愛煙家。アメリカンスタイルの大型バイクを操る（同様のオンラインゲームを扱う作者の一連のシリーズでは、移動する機械を使用する者は他に登場していない。ただし、リヤカーの使用や、動物に乗る者は存在する）。燃料タンクの脇には狼のエンブレムが付く。必要に応じてサイドカーが取り付けられる。動物園には親役のボランティアとして参加。現実でも老齢の女性らしいが、末期癌で入院中。赤頭巾たちに捕まったときに「カバキが来る」などと言った。その結果オオカミ少年の物語を逆でいくことになった。
ミズク
ミミズクを模した老男性の外装を持つ動物園の住人。現実世界でも年配の男性。クロエとゴローのゲーム内の結婚式で神父の役を務めた。動物園再建後は登場せず。
ミツキ
兎を模した外装を持つ動物園の住人。性同一性障害の持ち主として動物園に参加しており、住人達の中で唯一、外装と本当の性別が一致しない。傭兵団のリーダー。他の住人の外装とは全く異なる、露出度の高いバニーガール風の外装。武器は踵の刃だけだが、素早い動きで全身をバネのように使い、相手に深手を負わせる。殺した相手に変身する能力がある。カチューシャを外すと外装が変化し、圧倒的なパワーを持つ二刀流使いになる。
気分屋で自己顕示欲が強く、仲間はずれにされることを根に持つ性格。他人の心の傷をえぐり出す事を無上の喜びとするサディスト。違法改造アイテムのナイフを使いガウルにセカンドレイプを行った。現実では実家住まいで、家人の1人を「ババア」呼ばわりして口汚く暴言を吐く様子が、ゲーム中に洩れ聞こえてきた。
初期の動物園が開いていた頃に、ゴローによりミントとの仲を裂かれたあげく「変態ネカマ」と罵倒され、ミントが園から離れた同時期に動物園から追放されたが、動物園再建後に傭兵団を引き連れて現れた。また、ミツキがかつて見せていた穏やかな様子はすっかり変わっていた。
ミント
ミツキのギカ（姉役）でウサギ風の外装。性的虐待の被害者。かつてはミツキと非常に仲が良かったが、実は彼が男性で自分に時おり異性として興奮を感じているということをゴローから聞かされ、そのショックで動物園を離れる。
目坂ユウ
動物園の住人の外装をデザインした有名な外装デザイナー。その容姿や、読み切り版の『空談師』に登場したラベルに非常に良く似た女性PCと共に動物園を訪れている。ただし当人の外装の名前は呼ばれていない。デザインにおいてペドフィリアの趣味をいかんなく発揮するが、成人や老人のデザインも併せて手掛けている。
メリノー
羊を模した外装を持つ動物園の住人。他人の幸せを祝福できず嫉妬する傾向と自己嫌悪に陥る性癖を抱えている。典型的な高飛車お嬢様（ストックキャラクターにおける「大富豪の子女」タイプ）的な言動をとるが、自己否定的な言動も多い。会話では微妙に凝った物の例え方をする。ガウルを慕い「お姉様」と呼ぶが、素直に伝えられず、空回りして自爆してばかりいるツンデレな性格。途中から車椅子に乗るようになったが、理由は誰にも告げていない。使い魔として「執事」のコリデールを従える。戦闘力はガウルより若干強い程度で、かなり弱い。
モーリィ
蝙蝠を模した外装を持つ動物園の住人。ホグウィッシュに所属する大魔導士。PCとしてのスキルは高いが、動物園の運営には積極的に関与せず、重要な局面でのみで活躍を見せる。読み切り版の『空談師』に登場したラベルの別外装であることが示唆されている。他人に対してからかったり意地悪したりするのが好きな模様。子猫の「ミーたち」を追いまわして遊んでいる事も多い。
モモちゃん
赤ちゃんの外装をした動物園の住人。オーバーオールに耳と大きな尻尾が付く。発声は喃語だけだが他人の言葉は理解するので、プレイヤーは赤ちゃんではない。現在はモモちゃん以外に赤ちゃんの外装はいないようだが、かつては多数いて、その大半はマスコットのNPCだった。しかしモモちゃんのようなプレイヤーの場合もあり、セラピーの一環だった模様。
リーゼ
クロエのギカ（娘役）。蜘蛛を模した外装を持つ動物園の住人。ガウルを慕っていた。現在は所在不明。
リポタ
ホグウィッシュに所属する魔法使い見習い。ハーニィと行動を共にする。彼女とは対照的な穏やかな性格の持ち主で、少し鈍感なところがある眼鏡の少年。
レミ
動物園でカウンセリングを受けていたクライエント。自殺した。

## 備考
タイトルの「ナツノクモ」
- 蜘蛛はそれ自体が夏の季語となるほど夏場に活動が活発化する。卵で越冬する種の場合、成虫は秋には死んでしまう。クロエやカバキ、後述の「蜘蛛の糸」など、作中では蜘蛛が様々な形となって使われている。
- 「夏の蜘蛛」と「夏の雲」のダブルミーニング。

英題の“Spinning Web”
- この英題自体の直訳は「蜘蛛の巣張り・紡ぎ」。また、Webは蜘蛛の糸、もしくはウェブで、オンライン上の人々のつながりを示す。それがSpin（回転・疾走）しているので、立場（視点）によって人間関係の解釈が変化すること、または実際に変化し続ける人間関係を表すのではないか。作中ではしばしば蜘蛛の糸が「弱くか細いが、PC達をつなぐもの」の象徴・比喩として描かれる。

打ち切り
登場人物の家庭の事情やメリノーの車椅子など様々な謎を残したまま、トルクの契約期間の満了を待たずに連載が終了した。理由について当事者からは何も語られていない。

## 補遺
- 1巻145ページの「もう4人も死んでいる」は、2刷までは「7人」だった。3刷以降で修正。
- 月刊IKKI 2004年末付録のマウスパッドはトルク、クロエ、ガウルの3人による団欒風景。表面の透明シートを剥がすと3人の外装が消え、インターフェイスを装着したトルクのプレイヤーが1人でダイニングに座っている、やるせない図に変わる。
- 5巻61ページの「メンヘル女」は、連載時は「メルヘン女」だった。
- 第24話（5巻収録）は連載時に間に合わず、群衆はアシスタントが作画した。単行本では描き直されている。

## 書籍
篠房六郎 『ナツノクモ』 小学館 〈IKKI COMIX〉 全8巻
1. 1巻 2004年5月28日発売 ISBN 4-09-188481-4
2. 2巻 2004年7月30日発売 ISBN 4-09-188482-2
3. 3巻 2004年11月30日発売 ISBN 4-09-188483-0
4. 4巻 2005年5月30日発売 ISBN 4-09-188484-9
5. 5巻 2005年11月20日発売 ISBN 4-09-188485-7
6. 6巻 2006年5月30日発売 ISBN 4-09-188320-6
7. 7巻 2006年10月30日発売 ISBN 4-09-188337-0
8. 8巻 2008年1月30日発売 ISBN 978-4-09-188397-1